# 安德森·里卡多·多斯·桑托斯
安德森·里卡多·多斯·桑托斯（Anderson Ricardo dos Santos，1983年3月22日—），又被称为安德森（Anderson），是一名巴西职业足球运动员，司职前锋。现效力于中国足球甲级联赛球队天津松江。

## 俱乐部生涯
安德森在巴西球队莫奇米林开始职业生涯，之后前往土耳其，先后效力于锡瓦斯体育、里泽体育和埃斯基谢希尔体育。2009年7月，安德森和K联赛球队FC首尔签约。 2009年8月15日，他在FC首尔主场2比1击败庆南FC的比赛中首次为球队出场。10月4日，他射进在K联赛的首个进球，帮助FC首尔主场2比0击败济州联。在2009赛季，他为FC首尔出场13次打进4球，其中联赛11场3球，联赛杯2场1球。2010年1月，安德森加盟伊朗豪门埃斯特拉尔，但表现一般，赛季结束后被解约。
2012年3月，安德森加盟中国足球甲级联赛球队天津松江。